# صموئيل بي ويلر
صموئيل بي ويلر (بالإنجليزية: Samuel P. Wheeler)‏ هو محامي أمريكي، (و. 1839  م).